# TVR Tuscan V6
Der TVR Tuscan V6 war ein zweisitziges Sportcoupé, das TVR in Blackpool (England) von 1969 bis 1971 herstellte.

## Modellbeschreibung
Ausgehend vom Achtzylindermodell Tuscan Se entstand 1969 ein Wagen mit dem britischen Ford-Essex-Motor. Dieser V6-Motor hatte einen Hubraum von 2994 cm³ und gab eine Leistung von 136 bhp (100 kW) bei 4750 min−1 ab. Zur Gemischbildung war ein Weber-Vergaser aufgesetzt. Das Coupé erreichte eine Spitzengeschwindigkeit von 200 km/h und verbrauchte 12,5 l/100 km. Bis 1971 entstanden 101 Exemplare des Tuscan V6. Die Rolle des Tuscan V6 übernahm auf dem europäischen Markt ab 1972 der 3000M, der auf dem neu entwickelten Chassis der M-Serie aufbaute.
In den USA spielte der Tuscan V6 keine Rolle, weil der britische Ford-Motor nicht die dortigen Abgasbestimmungen erfüllte. Nur sieben der 101 Tuscan V6 gingen ins Ausland. Stattdessen entwickelte TVR für den nordamerikanischen Markt auf der Basis des Tuscan V6 den 1970 vorgestellten TVR Vixen 2500, der anstelle des Essex-Motors eine abgasgereinigte und in den USA zugelassene Version des Reihensechszylindermotors aus dem Triumph TR6 hatte. Der Vixen 2500 übernahm die Karosserie des Tuscan V6.